# Лебери
Лебери — озеро на территории Сосновецкого сельского поселения Беломорского района Республики Карелии.

## Общие сведения
Площадь озера — 2,1 км². Располагается на высоте 104,0 метров над уровнем моря.
Форма продолговатая: оно вытянуто с северо-запада на юго-восток. Берега каменисто-песчаные, местами заболоченные.
Из юго-восточной оконечности озера вытекает безымянный водоток, втекающий с левого берега в реку Шую, впадающую в Белое море.
Около южного берега озера располагаются два небольших острова без названия.
Код объекта в государственном водном реестре — 02020001411102000006635.